# Diamonds - The Best of Dio
Diamonds - The Best of Dio is een verzamelalbum van de hardrock- en heavymetalband Dio dat uitkwam in 1992. 

## Tracklist
1. Holy Diver
2. Rainbow in the Dark
3. Don't Talk To Strangers
4. We Rock
5. The Last In Line
6. Evil Eyes
7. Rock 'N Roll Children
8. Sacred Heart (Op de cover staat 'Sacred Children', zie trivia)
9. Hungry For Heaven
10. Hide in the Rainbow
11. Dream Evil
12. Wild One
13. Lock up the Wolves

## Trivia van de tracklist
- 1. Dit nummer is in 1997 ook gecoverd door Pat Boone. Ronnie James Dio hielp Pat Boone met zijn album "No More Mr. Nice Guy" Daarna volgde een cover van Killswitch Engage in augustus 2007, voor het tijdschrift Kerrang! en later ook een videoclip van het nummer.
- 2. Op vrijwel ieder album van Dio staat een nummer waarin Rainbow voorkomt en het woordje 'Rainbow' komt vaker voor in diverse songteksten van Dio.
- 7. De zesde officiële single van Dio, (album: "Sacred Heart")
- 8. De gelijknamige titelsong van het album dat in 1985 de vierde positie haalde in de Engelse UK Album Charts. (Op de hoes van de verzamel-cd Diamonds, The best of staat "Sacred Children", een fout)[1]
- 9. Hungry for Heaven, nog een single van het album "Sacred Heart"
- 13. Gelijknamige titelsong van het album uit 1990. Tijdens de tour van dit album was Dio 'special guest' van Metallica en trad ook in Nederland op in de Groenoordhallen te Leiden en in andere Europese landen.